# エミー賞
エミー賞（エミーしょう、英語: Emmy Award、通称エミー）は、アメリカ合衆国で放送される優れたテレビドラマ、番組、テレビ業界の功績に与えられる賞である。映画におけるアカデミー賞、演劇におけるトニー賞、音楽におけるグラミー賞に相当する、最も権威ある文化賞のひとつ。
エミー賞にはいくつかの種類があるが、一般的にエミー賞というとテレビドラマとバラエティ番組を対象とするプライムタイム・エミー賞を指す。当ページにおいてはエミー賞全体を扱うので、授賞式が話題となる一般的なエミー賞（プライムタイム・エミー賞）については概要のみにとどめる。

## 概要
エミー賞はアメリカのテレビ業界のさまざまな分野に対して授与されているため、年間を通じて様々な賞の授賞式が行われている。その中でも最も注目されるのは9月に授賞式が行われるプライムタイム・エミー賞である。一般的にエミー賞というと、このプライムタイム・エミー賞を指す。次いで注目されるのはデイタイム・エミー賞で、こちらは5月か6月に授賞式が行われる。プライムタイム・エミー賞はプライムタイム（夜）、デイタイム・エミー賞はデイタイム（昼間）に放送される番組が対象となっている。
その他のエミー賞には、全国的なスポーツ番組に対するスポーツ・エミー賞、全国的なニュース・ドキュメンタリー番組に対するニュース&ドキュメンタリー・エミー賞、テレビの技術・工学関係の個人・団体に贈られる技術・工学エミー賞などがある。地域エミー賞は、地域や州で優れた報道や娯楽を提供した番組に与えられる。国際エミー賞は、アメリカ国外で制作された優れたTV番組に対して贈られる。
当初はテレビ芸術科学アカデミー(ATAS)が主催する賞だったが、現在は部門ごとに分けられ、ATASと関連する2つの団体、全米テレビ芸術科学アカデミー(NATAS)と国際テレビ芸術科学アカデミー(IATAS)が主催している。ATASはプライムタイム・エミー賞とロサンゼルスの地域エミー賞、IATASは国際エミー賞、NATASはそれ以外の賞を担当しているほか、ATSとIATASがそれぞれ技術関係者の賞を授与している。
似た賞にピーボディ賞が存在するが、ピーボディ賞が報道番組を重視するのに対し、エミー賞はよりエンターテイメント性を重視した賞である。

## 歴史

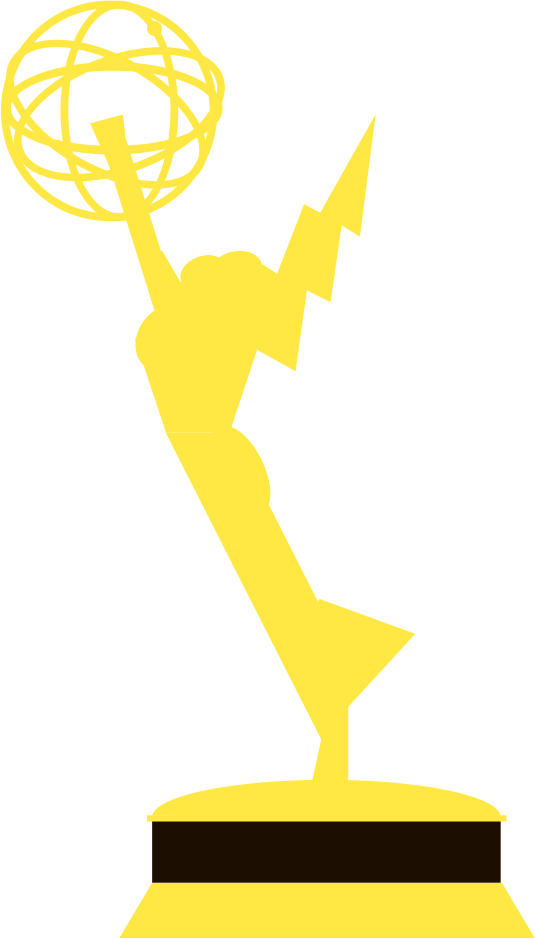
エミー賞のロゴ

ロサンゼルスを本拠地とするテレビ芸術科学アカデミー(ATAS)は、広報の一環としてエミー賞を設立した。最初のエミー賞授賞式は、1949年1月25日にハリウッドアスレチッククラブで開催されたが、このときの受賞対象はロサンゼルス地域で製作され放映された番組だけだった。「エミー」(Emmy)という言葉は、撮像管の一種のイメージオルシコンを意味するテレビ関係者の間で使われるスラング"Immy"をフランス語風に変えたものである。
1950年代に、ATASはエミー賞を全国的なイベントに拡大し、全米で放映された番組に賞を贈った。1955年、ATASは東海岸で活動する会員のための姉妹組織として全米テレビ芸術科学アカデミー(NATAS)をニューヨークに設立し、この組織もエミー賞の監督を行った。NATASは全米各地に支部を設け、それぞれの支部が地元の番組のために独自の地域エミー賞を実施した。しかし、ATASは、ロサンゼルス地域での地元の番組を表彰する地域エミー賞を依然として維持していた。
元々、全米で放送される番組に対するエミー賞の授賞式は年1回だけだった。1974年、全米のデイタイムの番組に対して贈られる第1回デイタイム・エミー賞授賞式が開催された。全米各地域の地域エミー賞がそれに続いた。1970年代初頭には、アメリカ以外で放送されたテレビ番組に対する国際エミー賞が設立された。1977年、様々な矛盾の解消のため、ATASとNATASは関係を分けることに合意した。一方で、エミー像と商標の所有権を共有し、それぞれが特定の授賞式を管理する責任を負うことでも合意した。ただし、技術・工学に関する賞については例外的に、それぞれの団体が別の賞を授与している。
1980年代のケーブルテレビの台頭により、ケーブルテレビの番組も1988年にプライム・タイムエミー賞、1989年にデイタイム・エミー賞で受賞対象となった。
2011年、ABCテレビネットワークは2つのドラマ番組のテレビ放映を打ち切りし、放映権を制作会社に売却した。制作会社はWebテレビで視聴が継続できるようにした。これを受けて、NATASは2013年のデイタイム・エミー賞から、Webテレビのための部門を新設した。ATASも2013年からWebテレビ番組を受賞対象に含めるようになった。
2023年度開催の第75回は当初同年9月18日に授賞式の開催を予定していたが、全米脚本家組合（WGA）と映画俳優組合-米国テレビ・ラジオ芸能人組合（SAG-AFTRA）がストライキを行っていることから2024年1月15日に延期することを2023年8月10日に発表した。

## トロフィー

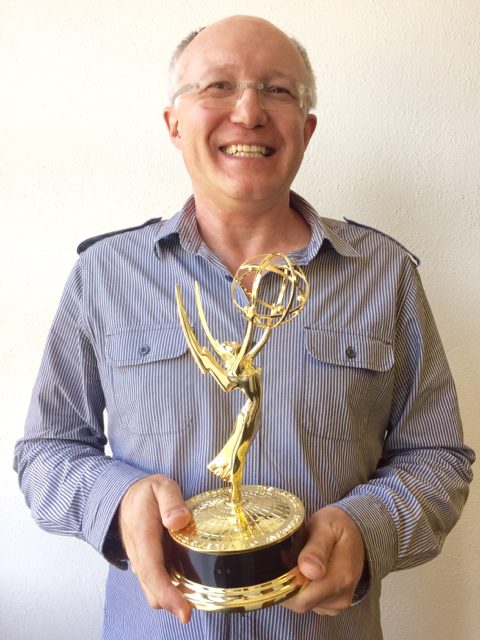
エミー賞のトロフィー

エミー賞のトロフィーは、原子模型を掲げた羽の生えた女性の像で、「エミー像」(The Emmy statuette)と呼ばれる。テレビ技術者ルイス・マクマヌスがデザインしたもので、彼の妻をモデルとしている。1948年にマクマヌスのデザインに決着するまで、ATASは47の提案を拒絶した。それ以来この像は、テレビの芸術と科学を支援し高揚させるというテレビアカデミーの目標の象徴となっている。翼は芸術の女神を表し、原子は科学を表す。
賞の名前を決めるとき、アカデミーの創設者シド・カシドは"Ike"（アイク）を提案した。これは、撮像管の一種のアイコノスコープを意味するスラングだった。しかしアイクは、第二次世界大戦の連合国遠征軍最高司令官ドワイト・D・アイゼンハワー（後のアメリカ合衆国大統領）の愛称でもあり、ここから名前を取ったと思われてしまうということで、アカデミーの他のメンバーは拒絶した。最終的に、テレビ技術者でアカデミー副理事のHarry Lubckeが、初期のテレビカメラに使われていたイメージオルシコンのスラング"Immy"を提案した。"Immy"が選ばれた後、トロフィーの女性像に合わせる形で、女性名化して"Emmy"とした。
プライムタイム・エミー賞の各賞のトロフィーは、重さが6ポンド12.5オンス（3.08kg）で、銅・ニッケル・銀・金でできている。像は高さ15.5インチ (39 cm)、直径7.5インチ (19 cm)、重さ88オンス（2.5 kg）である。地域エミー賞の像は高さ11.5インチ（29cm）、直径5.5インチ（14 cm）、重さ48オンス（1.4 kg）である。それぞれ製造に5時間半かかり、指紋がつくのを防ぐために白い手袋で取り扱われる。
地域エミー賞のトロフィーは、ゴールデングローブ賞のトロフィーも作成している、ニューヨークを拠点とする企業であるソサイエティ・アワーズによって作成される。プライムタイム・エミー賞のトロフィーは、イリノイ州シカゴを拠点とするR.S. Owens & Companyによって作成されている。
ATASとNATASは共同でエミー賞に関する商標を所有しており、「エミー賞」という名前とエミー像の画像の使用について厳格な規則を課している。例えば、エミー像は常に左向きにしなければならない。像の著作権表示は「ATAS/NATAS」と両団体を併記しなければならない。アカデミー会員は、たとえ賞の受賞者であったとしても、像の画像や名前を宣伝用に使用する場合は許可を得なければならない。さらに、エミー賞を受賞した番組のDVDは、エミー賞を受賞したという事実を表示しても良いが、受賞から1年後に全てのコピーから削除できない限り、像の画像を使用できない。

## プライムタイム・エミー賞
一般的にエミー賞というと、通常はこの「プライムタイム・エミー賞」のことを指す。1日のうち最も視聴率が高くなるプライムタイム（夜）に放送する番組が対象で、主にテレビドラマとバラエティ番組に対する表彰を行っている。対象作品は午後6時から午前2時までの間に放送され、全米の少なくとも50％の地域で放送されなければならない。また、NetflixやAmazonプライム・ビデオなどのストリーミング配信作品は、プライムタイム・エミー賞とデイタイム・エミー賞のどちらかにエントリーするか選択できるが、どちらか片方にしかエントリーできない。
授賞式は通常9月に行われる。授賞式の時間内で発表しきれない賞やスタッフを対象とした賞はプライムタイム・クリエイティブ・アート・エミー賞としてまとめられ、1週間前に表彰式も別で行われる。メインのプライムタイム・エミー賞の主要部門の内、特に以下は主要３部門とされており、作品賞、演技賞に注目が集まる。
- コメディ・シリーズ部門　(Outstanding Comedy Series)
- ドラマ・シリーズ部門　(Outstanding Drama Series)
- リミテッド・シリーズ部門　(Outstanding Limited Series)

## デイタイム・エミー賞
デイタイム（昼間）に放送する番組が対象なので、主に昼ドラマやトーク番組に対する表彰を行っている。また、プライムタイムとは別にデイタイムでもクリエイティブ・アート・エミー賞がある。授賞式は通常5月か6月に行われる。

## チルドレン・ファミリー・エミー賞
チルドレン・ファミリー・エミー賞は、近年のエンタテインメント業界における家族・子供向けジャンルの急成長とコンテンツの増加を受け、2022年に新設された家族・子供向け作品のためのコンペディション。同時にプライムタイム・エミー賞とデイタイム・エミー賞のアニメ部門や子供向けジャンルのすべての部門がこちらに移行された。第1回授賞式は、2022年12月10日（土）、11日（日）にロサンゼルスのウィルシャーエベルシアターで開催された。

## 工学・エミー賞
工学に関するエミー賞には、ATASが授与するプライムタイム工学エミー賞と、NATASが授与する技術・工学エミー賞（日本では「テクノロジー&エンジニアリング・エミー賞」と記述することもある）の2種類の別の賞があり、いずれも、テレビの技術・工学的側面に対して優れた発展・貢献をもたらした個人・企業・科学技術関連組織に与えられる。通常、NATASの技術・工学エミー賞の授賞式は1月に、ATASのプライムタイム工学エミー賞の授賞式は10月に開催される。どちらの賞も、テレビ業界で経験豊富な技術者が選考委員となっている。
ATASはこの他に、テレビ・放送の技術に長い間大きな影響を与えてきた企業に対してフィロ・T・ファーンズワース賞を授与している。

## 国際・エミー賞
国際・エミー賞は、アメリカ合衆国外で製作・放送された優れたテレビ番組を表彰する賞である。1973年から国際テレビ芸術科学アカデミーによって毎年発表されてきた。授賞式は通常11月にニューヨークで行われる。
米国以外の組織または個人（ネットワーク、地方または地域のテレビ局、プロデューサー、ディレクター、作家）が番組を提出することができる（非英語のアメリカのプライムタイム番組部門に該当する場合を除く）。番組の著作権を所有していない組織または個人は、提出物を提示する前に、権利所有者から同意を得なければならない。これは、アカデミーの会員以外でも行える。
日本製作の番組も数多く受賞している。

## その他のエミー賞

### ニュース・ドキュメンタリー・エミー賞
アメリカ国内で放送された優れたニュース番組と、ドキュメンタリー番組に授与される。

### スポーツ・エミー賞
優れたスポーツ番組に与えられる。毎年4月後半か5月初旬に授与式が開かれる。

### 地域・エミー賞
全米を20の地域に分け、それぞれの地域で優れた報道や娯楽を提供した番組に授与される。

### 学生・エミー賞
高校生・大学生が作成した作品に与えられる賞。正課・課外活動で作成した作品を地域の支部に提出すると、作成に関わった学生（最大100人）に参加賞としてバッチが与えられる。その上で、各地域ごとの優秀賞が選ばれる。